# Mustajärvi (sjö i Finland, Birkaland, lat 62,22, long 22,85)
Mustajärvi är en sjö i Finland. Den ligger i kommunerna Karvia och Parkano i landskapen Satakunta och Birkaland, i den sydvästra delen av landet, 250 km nordväst om huvudstaden Helsingfors. Mustajärvi ligger 151,7 meter över havet. I omgivningarna runt Mustajärvi växer i huvudsak barrskog. Arean är 1,66 kvadratkilometer och strandlinjen är 12,08 kilometer lång. Arean är 1,66 kvadratkilometer och strandlinjen är 12,08 kilometer lång. Sjön  ingår i Kyro älvs huvudavrinningsområde. 